# Yatabtab...wa dalla'
Ya tabtab wa dalaa är ett musikalbum från 2006 av den libanesiska sångaren Nancy Ajram. Det innehåller bland annat låten Ehsas Gded till vilken det spelades in en musikvideo.